# Walter Van Tilburg Clark
Walter Van Tilburg Clark (* 3. August 1909 in East Orland, Maine; † 10. November 1971 in Reno, Nevada) war ein amerikanischer Schriftsteller. In der Fachwelt wird Clarks Vermögen zur genauen Zeichnung unterschiedlicher Charaktere und Konfliktsituationen hervorgehoben. Sein bekanntester Roman The Ox-Bow-Incident gilt als erster moderner, von den bisherigen Klischees befreiter Western und wurde 1942 mit Henry Fonda verfilmt (Ritt zum Ox-Bow).

## Leben und Werk
Der Sohn des Präsidenten der University of Nevada, Reno besuchte dort das College und studierte Englisch. Er unterrichtete und veröffentlichte erste Gedichte. 1933 heiratete er Barbara Frances Morse. Von 1936 bis 1945 lehrte er am Gymnasium in Cazenovia (New York) Englisch und Sport. Mit seinem Roman-Debüt The Ox-Bow Incident (1940) hatte er beachtlichen Erfolg. Einige Kurzgeschichten von Clark galten bald als Schulbeispiele. Nach dem Zweiten Weltkrieg veröffentlichte er nur noch wenig; möglicherweise stieß er an die Grenzen seiner Kreativität und vernichtete ganze Romanmanuskripte. Er widmete sich vordringlich pädagogischer und wissenschaftlicher Tätigkeit: zunächst als Professor für Kreatives Schreiben an der University of Montana – Missoula, war Clark ab 1962 writer-in-residence (eine Art Stadtschreiber) der Universität in Reno, wo er sich bis zu seinem Krebstod 1971 vor allem mit dem Nachlass des Herausgebers und Schriftstellers Alfred Doten befasste. Mit Robert Laxalt war Clark der erste Schriftsteller, der (1988) in die Nevada Writers Hall of Fame aufgenommen wurde.

## Werke
- The Ox-Bow Incident. Roman. Random House, New York 1940. 
  - Deutsch: Kurzen Prozeß, Sheriff. Linz 1948, Ritt zum Ox-Bow. München 1966.[7]
- The City of Trembling Leafes. Roman, New York 1945.
- Track of the Cat. Roman. New York 1949. 
  - Deutsch: Der schwarze Panther. Wien 1951.[8]
- The Watchful Gods and Other Stories. New York 1950[9]

In den 1930er Jahren veröffentlichte Clark außerdem mehrere Gedichtbände.

## Verfilmungen
- 1942: Ritt zum Ox-Bow; Regie: William A. Wellman nach The Ox-Bow-Inciden
- 1954: Spur in den Bergen; Regie: William A. Wellman nach Track of the Cat